# Cacoxenus rhopalophorus
Cacoxenus rhopalophorus är en tvåvingeart som beskrevs av Tsacas och Chassagnard 1999. Cacoxenus rhopalophorus ingår i släktet Cacoxenus och familjen daggflugor.
Artens utbredningsområde är Nigeria. Inga underarter finns listade i Catalogue of Life.